# Cantó de Somèire
El cantó de Sommières és un cantó francès del departament del Gard, a la regió d'Occitània. Està inclòs al districte de Nimes, té 5 municipis i el cap cantonal és Somèire.

## Municipis
- Aigasvivas
- Aspèras
- Aubais
- Oiargues
- Boissièira
- Cauviçon
- Congènhas
- Fontanès
- Junàs
- L'Anglada
- Lècas
- Najas e Solòrgues
- Sent Dionisi
- Sent Clement
- Salinèla
- Somèire
- Sauvinhargues
- Vilavièlha